# اوسامو تکچی
اوسامو تکچی (انگلیسی: Osamu Takechi؛ زادهٔ ۱۹۱۴) بازیکن هاکی روی چمن اهل ژاپن است.